# Embalse de José Torán
El embalse de José Torán pertenece a la cuenca de la Confederación Hidrográfica del Guadalquivir y se encuentra ubicado en la provincia de Sevilla. Fue construido entre 1983 y 1991, siendo inaugurado en 1991, y llamado así en honor del ingeniero de caminos José Torán Peláez.
Situado en el parque natural Sierra Norte de Sevilla, entre los pueblos de Constantina, Lora del Río y La Puebla de los Infantes, el embalse sobre el río Guadalbarcar tiene una capacidad de embalsado de 113 hm³, un perímetro de 50 km y una superficie de 716 ha .

## Características ambientales de la cuenca
- Paisaje: relieve ondulado
- Vegetación: comunidades vegetales catalogados. Vegetación climática 50%
- Fauna: especies catalogadas de interés
- Geología: terrenos sedimentarios con terrazas
- Hidrogeología: drenaje paralelo
- Edafología: uso de matorral denso con arbolado, pastizal con arbolado, pastizal

## Usos turísticos-recreativos
- Pesca
- Navegación
- Baño
- pícnic
- Restaurantes
- Zona de motocross (ilegal)
- Cruising (ilegal)

## Efectos socioeconómicos
- Núcleos desaparecidos: 0
- Creación de nuevos núcleos: 0
- Nº de viviendas inundadas: 2
- Nº de habitantes desplazados: 0
- Superficie expropiada: 1215 ha
- Vías de comunicación afectadas: antigua ctra. Constantina-Puebla de Los Infantes.